# Palau de les Escaletes

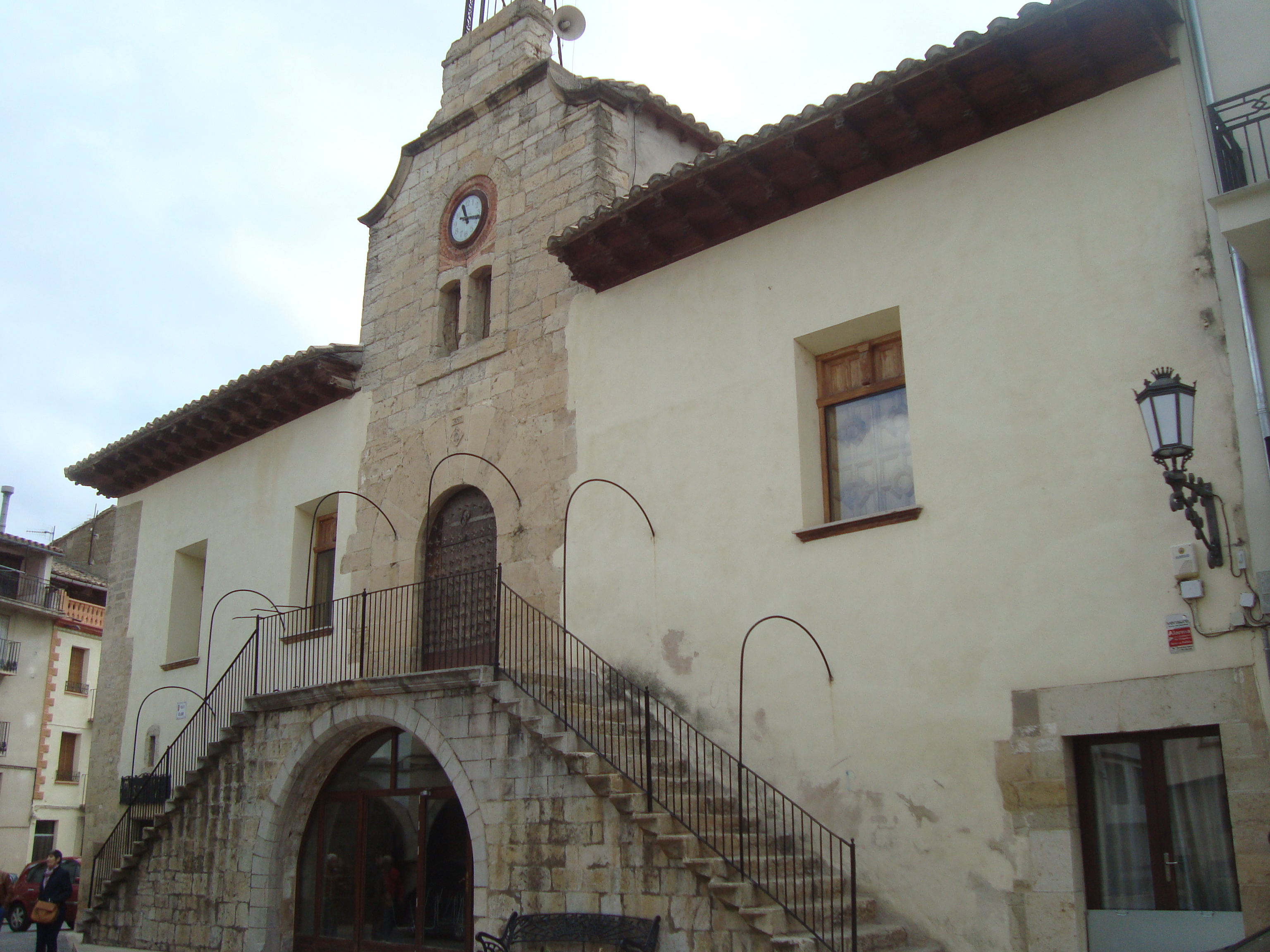
Palau de les Escaletes (el Forcall).

El Palau de les Escaletes o Casa de la Vila del Forcall (els Ports, País Valencià) és un edifici administratiu construït en diverses etapes entre els segles xv i xvi, seguint l'estil gòtic i renaixentista.
El Palau de les Escaletes se situa a la Plaça Major o Pla de la Creu, integrat al conjunt monumental format pel mateix palau així com els palaus dels Osset o dels Fort. Està protegit com a Bé d'Interès Cultural des del 28 de setembre de 2007.

## Descripció
Es tracta d'una edificació que ha tingut diversos usos al llarg de la història i que, per tant, ha sofert contínues reformes i canvis, i ha esdevingut un palau tal com és conegut en l'actualitat. Es diferencien dues parts, l'antiga Confraria de Sant Miquel amb arquejat de mig punt a la planta baixa, i en el pis superior una sala principal que antigament va allotjar el consistori i que en l'actualitat és una sala d'actes i museu municipal. D'altra banda hi ha un edifici de tres altures coincidents amb les de la Confraria: a la planta baixa l'antic almodí i presó, i a les plantes superiors diverses dependències.
Per tant, dues edificacions diferenciades que en algun moment es van unir a través d'una escala que connecta la sala principal situada sobre la cofradia, que probablement ha sigut el lloc de reunió del consell amb la planta noble de la batllia.
L'edifici de l'antic ajuntament s'inscriu en la breu línia dels edificis gòtics públics, que en els primers anys del segle xvii van renovar la façana principal per a adaptar-la als nous gustos classisistes. Com a elements de major interès arquitectònic hi ha, a més de la façana siscentista amb l'escala d'anada i tornada i torrassa de pedra llaurada, la sala de la Confraria de Sant Miquel, construïda possiblement en la segona meitat del segle xv, i en connexió amb la Plaça Major porticada del segle xvi. L'edifici va ser restaurat a mitjan anys 90 del segle xx per tal d'allotjar de nou la Casa Consistorial.

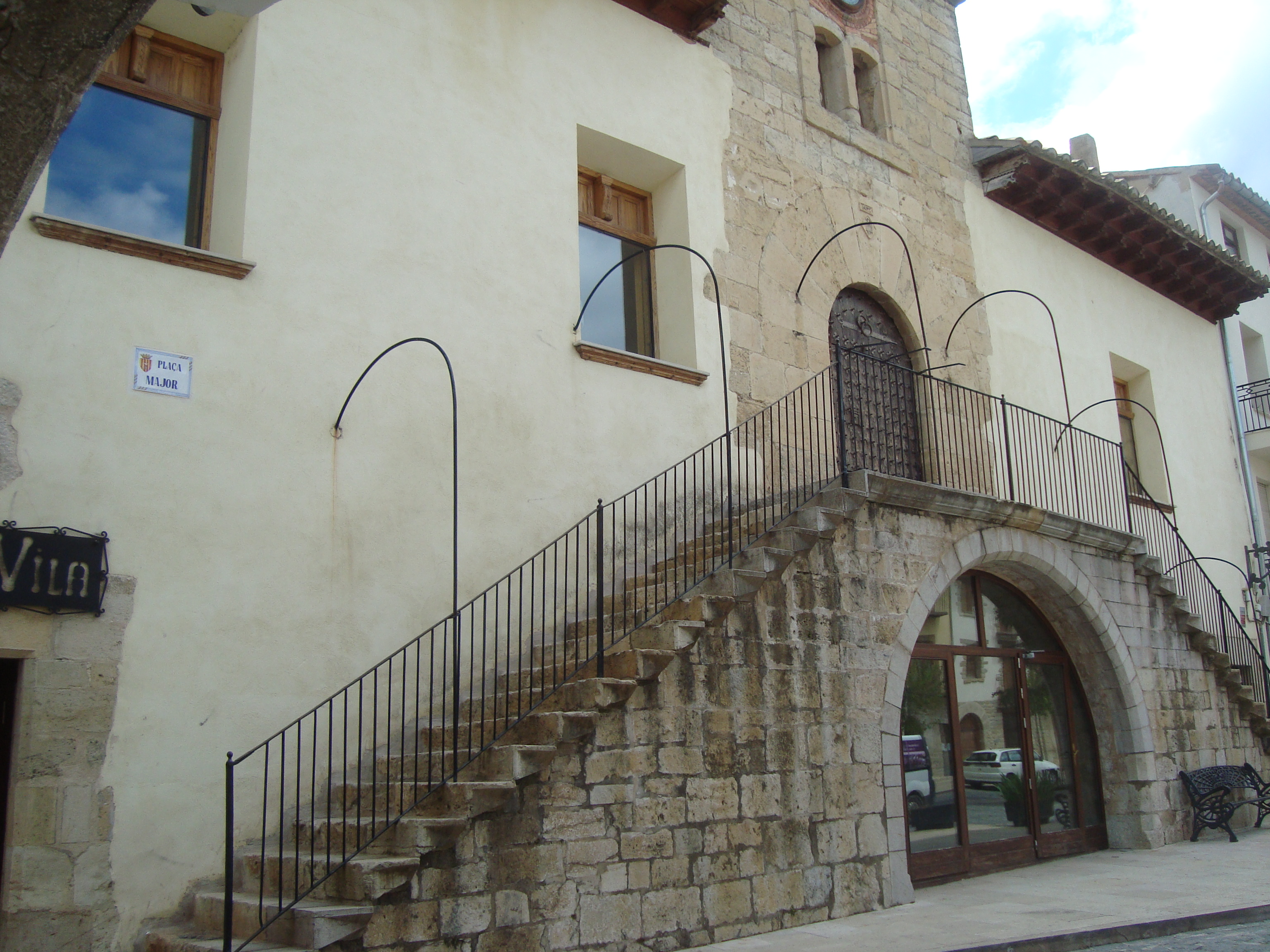
Palau de les Escaletes i Ajuntament del Forcall.

### Casa de la Vila
La part més antiga del que va ser la Casa de la Vila, ho constituïx el recinte d'arqueries. Els gruixuts murs que separen diferents espais i els arcs de carreus de diversa filiació i tipologia, apuntats, rebaixats i escarçats, fan pensar en una construcció de l'alta edat mitjana. Sobre aquesta llotja hi ha dues altures més, una és la planta noble, a la qual s'accedeix a través de l'escala d'anada i tornada, i la superior utilitzada com magatzem. És de destacar la vinculació d'aquesta part amb la sala principal situada sobre la confraria (més apropiada per a les reunions del consell), a través d'una escala, ja que com s'indicat, es tracta de dues cases a diferent altura clarament diferenciades.

### Confraria de Sant Miquel
A la darreria del segle xv, al lloc tradicionalment conegut com a Església de Sant Miquel, existia una confraria que en aquesta època va canviar el seu altar de lloc, segons consta documentalment. El recinte de l'antiga confraria és una sala composta per tres crugies amb dos arcs i pilar en el centre.

### Reforma de començament delseglexvii
El 1608, es va escometre l'obra nova de la façana que dona a l'antic Pla de la Creu, lloc cap al qual a partir de la centúria anterior va esdevindre centre neuràlgic del municipi de Forcall amb la construcció de suportals i cases nobles. La nova façana consistia en un cos central que s'alça a manera de torrassa, tan utilitzat en el gòtic militar del Maestrat, rematat amb espadanya. L'accés a la planta noble té lloc a través d'una escala exterior d'anada i tornada, amb dos tirs contraposats que confluïxen en la porta principal d'arc dovelat segons la tradició aragonesa, amb l'escut del Forcall i la data de realització de l'obra. El buit de l'escala és aprofitat per a establir un arc d'accés a la llotja que s'utilitzava com almodí.